# Peignage Amédée Prouvost
Le Peignage Amédée Prouvost est une entreprise française du secteur du textile qui a ouvert en 1851 et fermé en 1999.

## Histoire
La société « Le Peignage Amédée Prouvost et Cie » est fondée à Roubaix en 1851 par Amédée Prouvost (1819-1885) et les frères Louis Lefebvre (1818-1875), Jean Lefebvre (1819-1893) et Henri Lefebvre (1825-1867). Amédée Prouvost constitue un important ensemble industriel (ensemble textile Amédée Prouvost et Compagnie, peignage de laine Amédée Prouvost dit de Cartigny, etc).

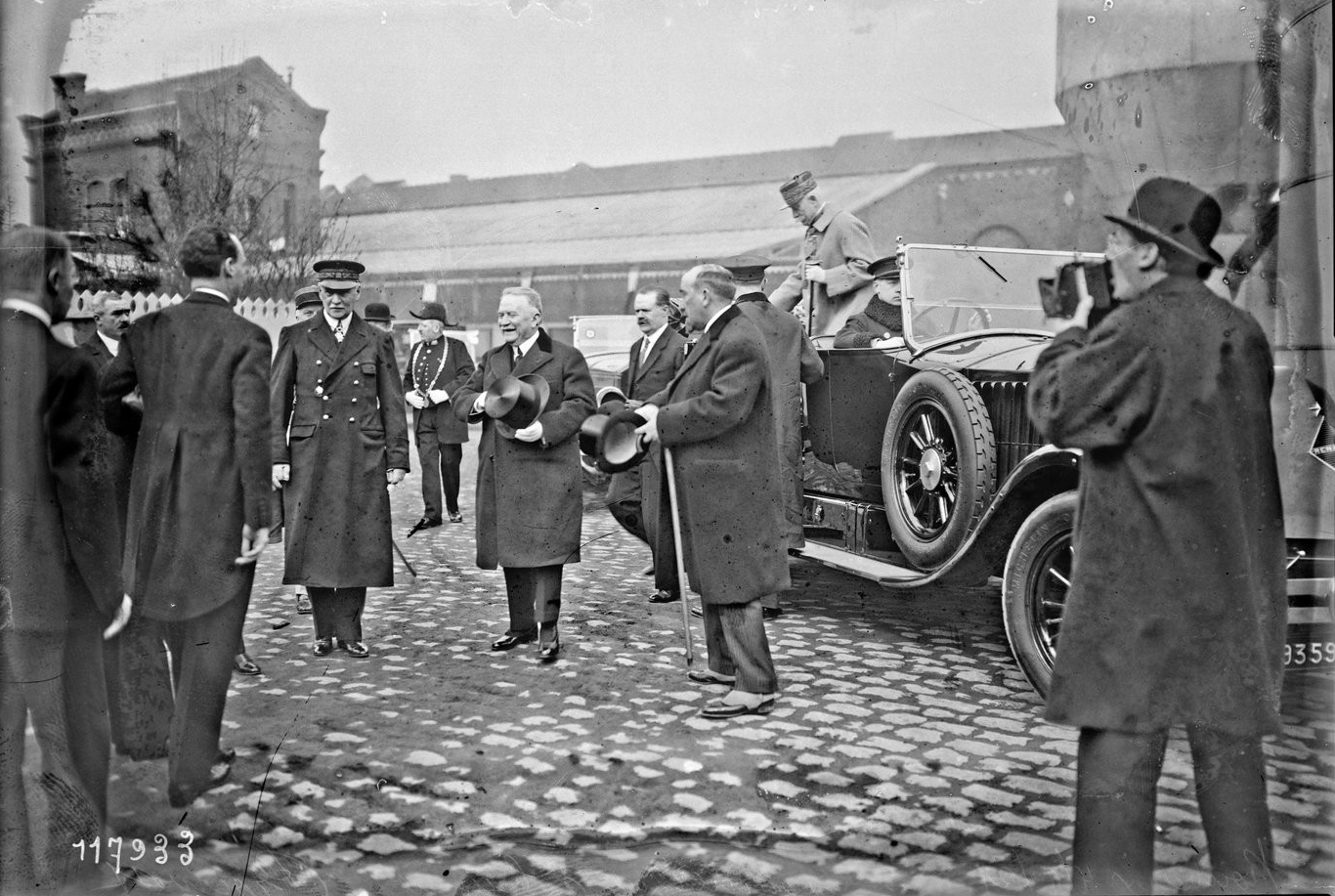
Visite du président Doumergue à l'usine Prouvost en 1927.

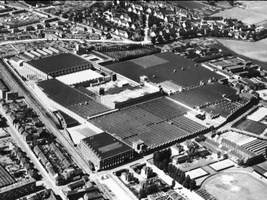
Les établissements Amédée Prouvost

Jean Prouvost, petit-fils d'Amédée Prouvost, fonde la filature la Lainière de Roubaix appuyé par Edmond Lefebvre (1885-1949) et la maison de commerce Prouvost et Lefebvre en 1911, dans le but de procéder à une ouverture de l'activité du groupe Prouvost-Lefebvre dans deux directions.
C'est à la filature qu'il revient de transformer le ruban de laine sortant du Peignage en l'étirant, le tordant, le teignant et faire apparaître pelotes de laine, fils de tissage ou de bonneterie.
Le négoce Prouvost Lefebvre organise localement les approvisionnements en laine brute dans les grandes zones d'élevage de mouton telles que l'Australie, l'Argentine...
Dans les années 1920, Prouvost fait construire des usines de production lainière aux États-Unis et en Tchécoslovaquie, puis fonde un empire de presse.
Prouvost SA est constituée en 1951 sous forme de holding, devenant le leader mondial de la profession de négoce et transformation de la laine. Le Peignage Amédée, avec plusieurs usines en France et à l'étranger, est le chef de file de la division peignage du groupe Prouvost.
En 1988, Prouvost SA reprend les activités textiles de Boussac-Saint-Frères.
En 1999, le Peignage Amédée disparait. La Société Amédée production (SAP), fondée en 1997, reprend en partie les activités du Peignage Amédée, mais est mise en liquidation en 2000.